# Lia Rodica Cott

Lia Rodica Cott - (n. 7 decembrie 1938, comuna Panticeu, județul Cluj) este un grafician român.

## Biografie și expoziții
Născută la 7 decembrie 1938, Comuna Panticeu, jud. Cluj într-o familie de învățători greco-catolici. Absolventă a  Institutul de Arte Plastice“ Ion Andreescu“ din Cluj, secția textile și artă decorativă, la clasa prof. Iosif Bene, promoția 1963. În 1963 se stabilește în Arad împreună cu soțul său, graficianul Ioan Cott. Între 1963 – 1990 funcționează ca profesoară de desen și grafică la Liceul de Arte Plastice din Arad; Din 1967 devine membră a U.A.P. din România. Din 1963 până în prezent participă cu regularitate la toate expozițiile anuale ale Filialei U.A.P. Organizate în țară si în străinătate.

Expoziții personale: 1964, Galeria de Artă Arad; 1969, București; 1973, Galeria Alfa Arad; 1974, Galeria Paleta, Reșița; 1997, Galeria Națională Delta Arad; 1997 Complexul Expozițional Cluj – Napoca; 2002, Muzeul Județean Arad; 2004, Muzeul Banatului, Timișoara.
Saloane Internaționale de grafică, gravură și desen: 
1969, 1970, 1973, 1982, 1983, 1986, 1970, 1988, 1989 București; 1971 Galați; 1974 Cluj Napoca;  1992 Tulcea; 1996-1998 Saloanele Moldovei; 1997, 1998, 1999 Salonul Național Reșița;
Expoziții cu program – 1986, Estetica Urbană;
1995 “ Copacul” Galeria Națională Delta Arad;
1997, Expoziție Comemorativă la Institutul de Arte Plastice“ Ion Andreescu“ din Cluj.
Expoziții de grup ale Filialei U.A.P. Arad în alte orașe: 
1970 Baia Mare; 1972, 1983, 1986, 1987 București; 1969, 1979, 1989 Timișoara; 1981 2007 Sibiu; 1987 Deva; 1997 Cluj Napoca; 1997 Oradea, Muzeul Crișurilor. 
Participări Internaționale:
Yugoslavia, 1969 Titograd, Budva, Herteg-Novy, 1974, Zdrenganin;
Ungaria – 1971,1972,1974,1977 Bekescsaba,  1997 Szrnas, 1981, 2005, 2006 Oroshaza,  1991, 1996 Gyula, 1997 Kapasvar; 
1974, 1977 Cuba; 
1982 Spania Concurs International de desen “Juan Miro”; 
1982 Franța Nautes; 
1992, 1997 Japonia; 
2000 Germania, Heidelberg; 
Expoziții internaționale organizate în România: 
1999 Salon Internațional de gravură “Iosif Iser” Pitești;
2000 Baia Mare - Grafică Mică;
2004 Salonul International de Gravură Mică Timișoara;
2005 Cluj Napoca – Grafică mică Festival Internațional;
2005 Arad, Bienala Internațională de Artă Contemporană;
2007 Arad, Bienala Internațională de Pictură, Grafică, Sculptură.
Lucrări în muzee: Arad, Timișoara, Cluj. Lucrări în colecții particulare: România, Ungaria, Germania, Franța, Italia, Elveția.

## Premii și distincții
1998 Premiul U.A.P. Arad; 
1999 Femeia anului 1999 pentru Activitate profesională în folosul umanității (American Biographical Institut U.S.A)și medalia de aur 2000; 2000 Premiul Filialei U.A.P. Arad, pentru întreaga activitate.

## Lucrări și cronică
|  | Din 1998 și mai limpede în lucrările din ultima vreme desăvârșite cu tinerească dezinvoltură se înregistrează o prioritate a jocului de curbe și contracurbe, precum și o potențare a luminozității spațiului compozițional. Pasajele compacte de negru au dispărut pentru a face loc disputei frenetice dintre volute și sfericități, născându-se fluențe și scânteieri ale materiei ce se dezintegrează în diafane aerări și sonorități: Ad infinitum, Invazie spațială, Coborâre sofianică, Calea Lactee, Spre astre, Cântecul sferelor cerești, Joncțiunea cerului cu pământul, Mișcarea în spațiul virtual. Asistăm fascinați la declanșarea unor adevărate vârtejuri cosmice, ce aruncă stropi, spumă, fascicole de lumină asupra unor forme învolburate ce plutesc și avansează chemate de miracolul unor incitante descoperiri și revelații. E clară voința evadării din contingent către spațiul unor dorite și reconfortante certitudini. | — Negoita Laptoiu |